# Platypalpus canariensis
Platypalpus canariensis är en tvåvingeart som beskrevs av Patrick Grootaert och Chvala 1992. Platypalpus canariensis ingår i släktet Platypalpus och familjen puckeldansflugor. Inga underarter finns listade i Catalogue of Life.